# Shampoo Planet
Shampoo Planet est un roman de Douglas Coupland paru en 1992.

## Dans la culture populaire
Dans l'album A Fever You Can't Sweat Out, sorti en 2005 par Panic! at the Disco, deux chansons ont un titre faisant référence à des passages du roman : I Write Sins Not Tragedies et London Beckoned Songs About Money Written by Machines.